# Jorge Armando Narváez Narváez
Jorge Armando Narváez Narváez (Aguascalientes, México, 17 de octubre de 1974) es contador financiero y consultor en desarrollo de proyectos de inversión. Egresado de la Licenciatura en Contaduría Pública por la Universidad Latina de América, generación 1992-1997 Campus Morelia y con un posgrado en el IPADE. 
Fue encargado del despacho de la Secretaría de Agricultura, Ganadería, Desarrollo Rural, Pesca y Alimentación (SAGARPA) en marzo de 2018, tras la salida de José Calzada Rovirosa.
Entre 2015 y 2018 fue subsecretario de Agricultura dentro de la SAGARPA. Anteriormente ocupó el cargo de secretario de Desarrollo Rural y Agroempresarial del Gobierno del Estado de Aguascalientes en la administración de Carlos Lozano de la Torre, donde contribuyó al desarrollo del concepto de agroparque, con el proyecto Agrósfera.
Ha contribuido en el desarrollo de varios proyectos estratégicos agroalimentarios a nivel nacional.
Durante su permanencia en la Dirección Ejecutiva de Financiera Nacional de Desarrollo (FND) fue responsable de las relaciones institucionales con organizaciones del sector.
Como asesor y consejero en agronegocios, agrologística y comercio exterior ha trabajado con empresas e instituciones del sector agroalimentario para contribuir en la identificación y desarrollo de oportunidades, así como en la ejecución de proyectos de inversión.
Actualmente es vicepresidente de Agrologística del Consejo Nacional Agropecuario (CNA).